# إدا كاينز
إدا كاينز (بالألمانية: Edda Kainz)‏ هي متزحلقة نمساوية، ولدت في 24 فبراير 1940 في إمنشتات في ألمانيا.

## وصلات خارجية
- إدا كاينز على موقع أوليمبيديا (الإنجليزية)